# Patrícia Sampaio
Patrícia Fernandes Sampaio (* 30. Juni 1999 in Tomar) ist eine portugiesische Judoka, die 2024 Olympiadritte und 2025 Europameisterin sowie Weltmeisterschaftsdritte wurde.

## Sportliche Karriere
Patrícia Sampaio kämpfte im Jugendbereich in der Gewichtsklasse bis 70 Kilogramm. 2016 war sie Zweite der U18-Europameisterschaften. Im Rathaus ihrer Heimatstadt Tomar wurde sie dafür von der Bürgermeisterin geehrt.
Seit 2017 kämpft sie meist in der Gewichtsklasse bis 78 Kilogramm. Ende 2017 belegte sie den dritten Platz bei den Juniorenweltmeisterschaften und gewann kurz darauf ihren ersten portugiesischen Meistertitel in der Erwachsenenklasse. Bei den Europameisterschaften 2018 in Tel Aviv erreichte sie den siebten Platz. Zwei Monate später gewann sie eine Bronzemedaille bei den Mittelmeerspielen 2018. Im September 2018 siegte sie bei den Junioreneuropameisterschaften und im Oktober 2018 belegte sie den dritten Platz bei den Juniorenweltmeisterschaften. 2019 schied Sampaio bei den im Rahmen der Europaspiele 2019 in Minsk ausgetragenen Europameisterschaften in ihrem Auftaktkampf gegen die Russin Alexandra Babinzewa aus. Zwei Monate später bei den Weltmeisterschaften in Tokio unterlag sie im Viertelfinale der Japanerin Shori Hamada und im Kampf um Bronze der Brasilianerin Mayra Aguiar. Vierzehn Tage nach dem fünften Platz bei den Weltmeisterschaften siegte sie bei den Junioreneuropameisterschaften, bei den Juniorenweltmeisterschaften belegte sie 2019 wie im Jahr davor einen dritten Platz. Bei den Olympischen Spielen in Tokio schied Sampaio im Achtelfinale gegen die Deutsche Anna-Maria Wagner aus.
2022 bei den Europameisterschaften in Sofia unterlag Sampaio im Halbfinale der Niederländerin Guusje Steenhuis und belegte am Ende den fünften Platz. Ein Jahr später bei den Europameisterschaften in Montpellier verlor sie im Viertelfinale gegen die Italienerin Alice Bellandi. Nach einem Sieg in der Hoffnungsrunde wurde Sampaio durch einen Sieg über Steenhuis Dritte. 2024 bei den Europameisterschaften in Zagreb unterlag Sampaio im Viertelfinale der Deutschen Wagner und wurde wieder Fünfte. Im Mai 2024 schied sie bei den Weltmeisterschaften in Abu Dhabi im Achtelfinale gegen die Italienerin Bellandi aus. Bei den Olympischen Spielen 2024 in Paris besiegte Sampaio im Achtelfinale die Französin Madeleine Malonga und im Viertelfinale die Chinesin Ma Zhenzhao. Nach ihrer Halbfinalniederlage gegen Alice Bellandi gewann Sampaio den Kampf um Bronze gegen die Japanerin Rika Takayama.
2025 gewann Sampaio das Grand-Slam-Turnier in Paris. Im April 2025 besiegte sie bei den Europameisterschaften in Podgorica im Halbfinale die Französin Audrey Tcheuméo und im Finale die Deutsche Anna Monta Olek. Damit gewann Sampaio ihren ersten großen Titel. Zwei Monate später verlor sie im Halbfinale der Weltmeisterschaften in Budapest gegen Olek. Den Kampf um eine Bronzemedaille gegen die Chinesin Ma Zhenzhao gewann Sampaio.